# Chiesa di San Biagio (Cavedine)
La chiesa di San Biagio è la parrocchiale a Vigo, frazione di Cavedine in Trentino. Appartiene alla zona pastorale di Riva e Ledro e risale al XIII secolo.

## Storia

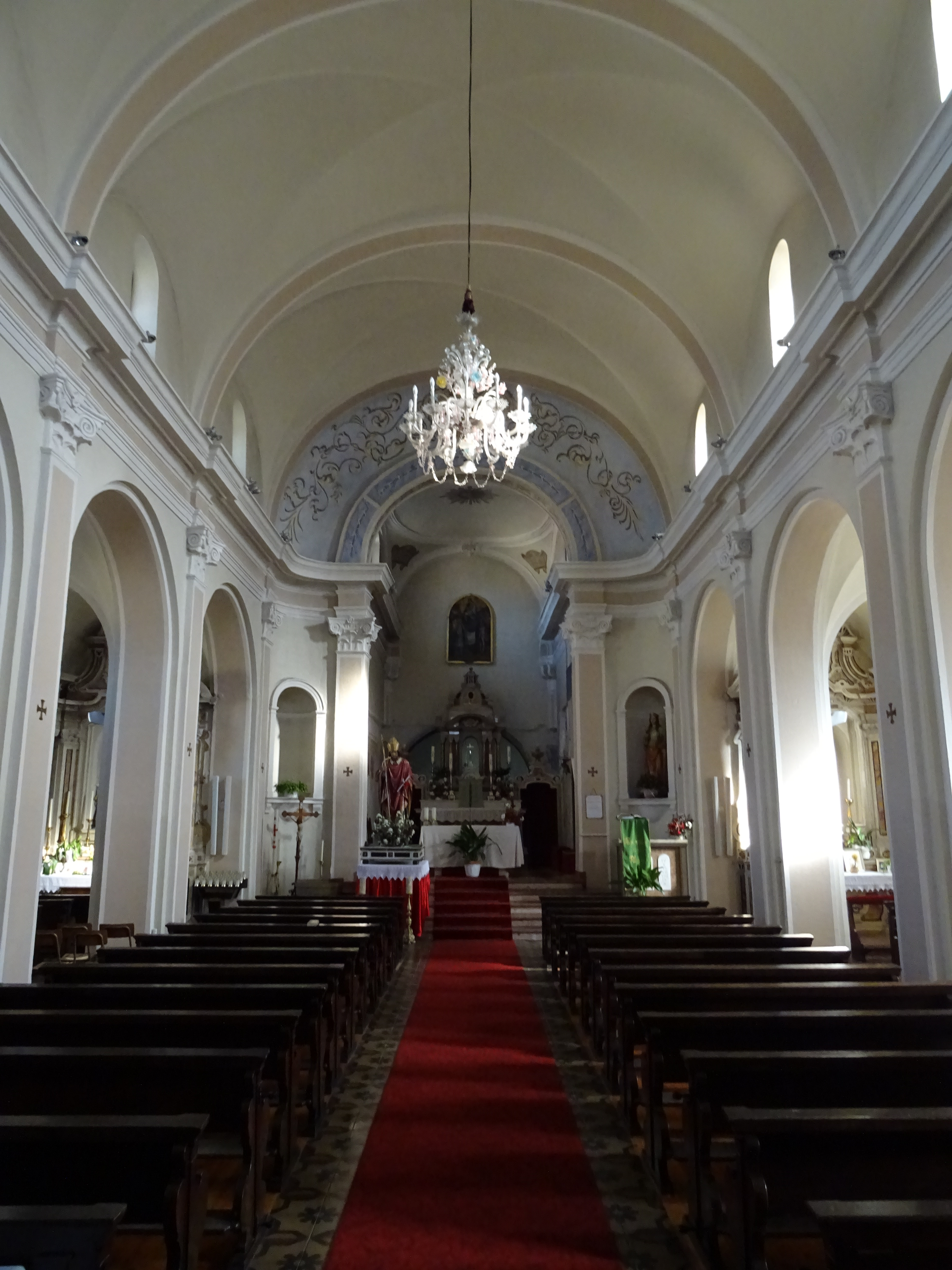
Interno

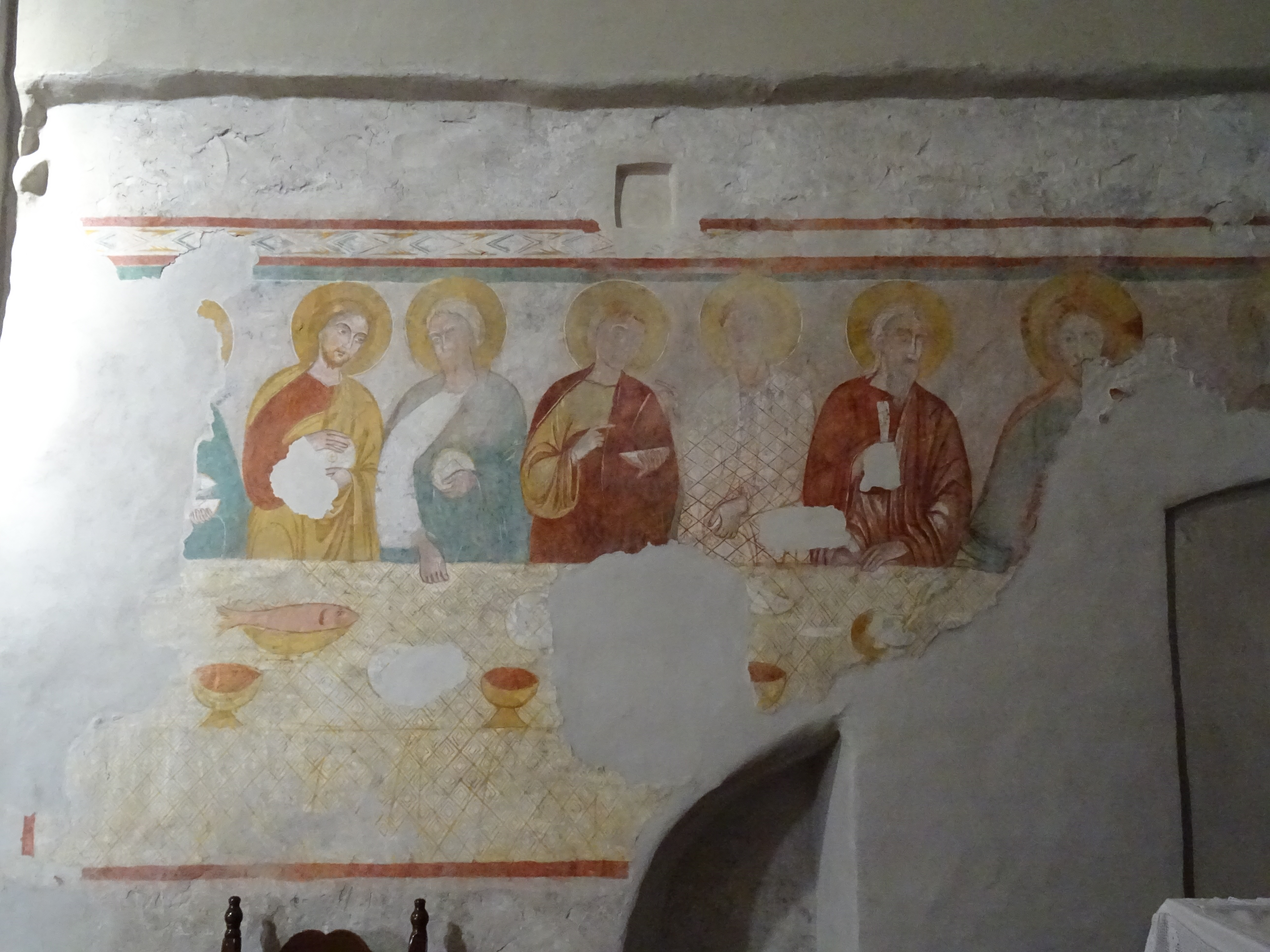
Affresco dell'Ultima Cena

La chiesa primitiva medievale di San Biagio a Vigo è presente dal XIII secolo e fu oggetto di arricchimenti nelle decorazioni ad affresco dopo il 1250.
Le pareti della sala furono nuovamente affrescate verso la fine del XV secolo, e questo comportò la perdita di parte dei dipinti di epoca anteriore.
Nella seconda metà del XVIII secolo l'edificio venne ristrutturato ed ampliato con un allungamento della sala ottenuto con la trasformazione della navata originale nel nuovo presbiterio. In tale occasione vennero arricchiti gli interni con cornici realizzate in stucco.
Durante il XX secolo all'interno delle cornici a stucco del settecento vennero dipinte opere a tempera e la chiesa venne nuovamente ampliata. Le mura laterali vennero abbattute e ricostruite in modo da ottenere tre navate. Dopo tali lavori venne celebrata la solenne consacrazione, nel 1908.
Venne elevata a dignità parrocchiale nel 1919.
Negli anni ottanta, nel corso di un restauro, fu possibile recuperare parte di superfici affrescate risalenti ai primi tempi dell'edificio su parti murarie originali del XIII secolo.
Gli ultimi interventi di restauro conservativo e di recupero delle antiche decorazioni si sono conclusi nel 2008.

## Descrizione
La chiesa, posta in zona centrale nell'abitato, è orientata verso est. 
La facciata è tripartita con corpo centrale affiancato da salienti laterali. Il portale è architravato.
La torre campanaria è posta a sud.
L'interno è a tre navate e la zona presbiteriale è rialzata e vi si accede con cinque gradini.
Nel tabernacolo affresco raffigurante il Padre Eterno, opera di Valentino Rovisi.